# Bruno Postiglioni
Bruno Postiglioni, född 8 april 1987, är en rugby unionspelare från Argentina. Hans nuvarande lag är Zebre Rugby.